# Metrarga molokaiensis
Metrarga molokaiensis är en insektsart som beskrevs av Robert L. Usinger och Ashlock 1959. Metrarga molokaiensis ingår i släktet Metrarga och familjen fröskinnbaggar. Inga underarter finns listade i Catalogue of Life.